# Dolophilodes pectiniferus
Dolophilodes pectiniferus är en nattsländeart som först beskrevs av Schmid 1958.  Dolophilodes pectiniferus ingår i släktet Dolophilodes och familjen stengömmenattsländor. Inga underarter finns listade i Catalogue of Life.